# 본초학

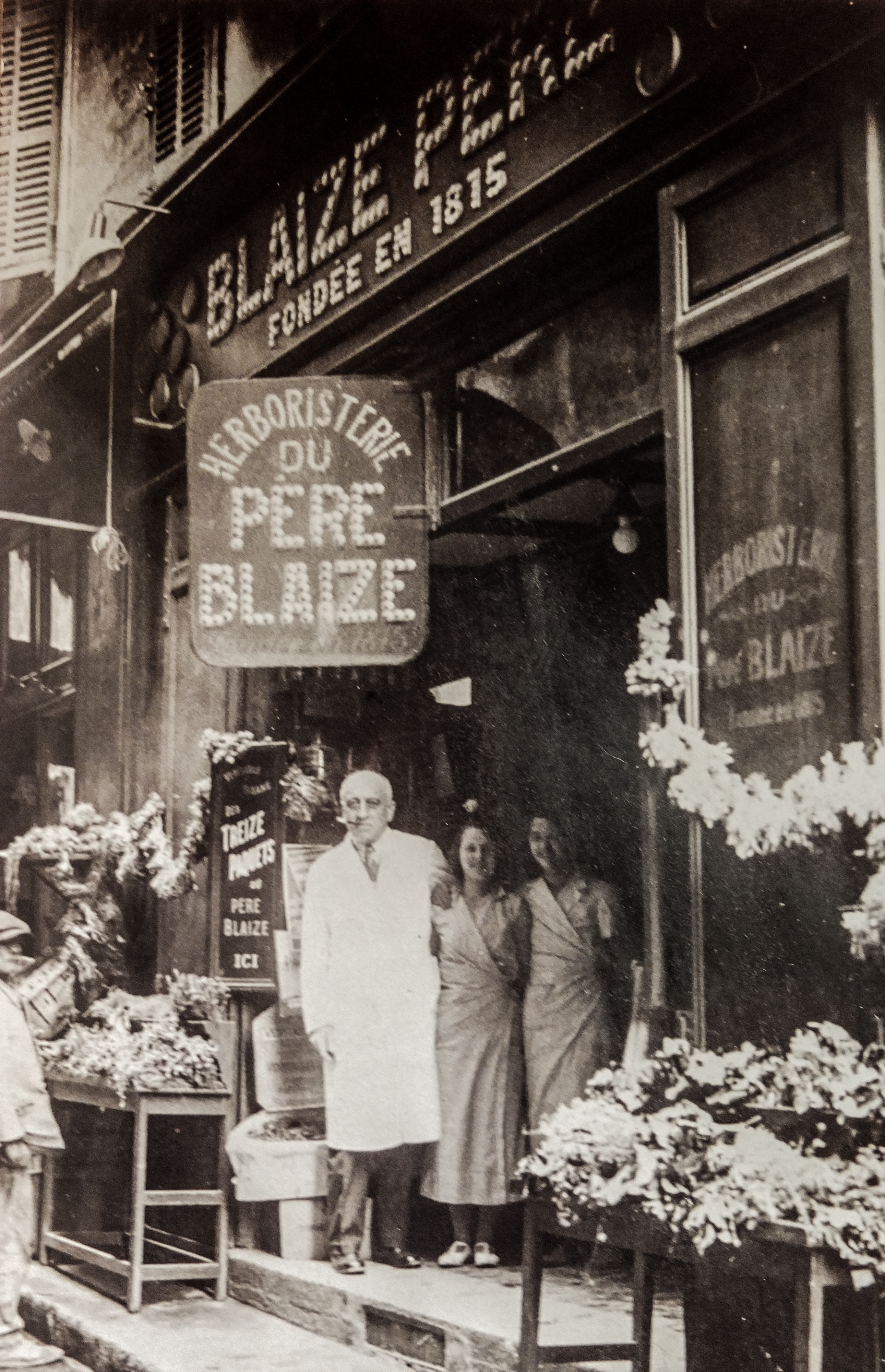

본초학(本草學)은 질병 치료에 쓰이는 약초를 연구하는 학문이다. 본초학의 전문가는 본초학자(herbalist)라고 한다.
본초강목은 본초학을 대표하는 저술이다.
대한민국 저서로는 한국에서 자생하는 본초를 기준삼는 향약 180종류가 기재되어 있는 고려시대의 향약구급방 및 조선시대의  국내 약재식물을 거의 다룬 향약집성방이 있다.

## 우리나라 시대순 본초서적
- 百濟集成方 - 新羅法師流觀秘密要術方 - 本草括要 - 鄕藥救急方 - 鄕藥採取月令 - 鄕藥集成方 - 東醫寶鑑 - 山林經濟 - 方藥合篇 - 東醫壽世保元

1. 고려시대의 본초학
초기 - 신농본초경(통일신라의 것을 답습)
- 발전 - 향약고방, 고전록험방, 향약구급방 → 향약을 주약으로 편성한 방서로서 고려중기나 그 이전부터 있었던 것으로서 고려의 독특한 약물학으로 발전.

중기 - 송으로부터 嘉祐(가우)보주신농본초경 ; 본초도경, 경사증류대관본초가 들어옴
향약간이방 - 본초학의 융성을 조선에 전함
(鄕藥救急方) - 현존하는 우리나라의 최고전
2. 이조시대의 본초학
2-1. (이조전기) : 鄕藥濟生經驗方 → 향약간이방을 중심으로 정리하여 편찬(定宗)
1)世宗時 : 향약채취월령 - 세종13년
향약제생집성방 - 增添(증첨) → 향약집성방
- (鄕藥集成方) : 향약과 향약방의 일대 금자탑( 한국의 향약 본초부분 : 76<총론> ~ 85권 ) 향약본초선집 - 세종때 본초학 보급에 일조

2)成宗時의 향약발전
①상용향약이해본초 - 향약집성방의 약을 민간인을 위해 한글로 풀어 쓴 것
②향약본초의 증수 抄出諺解(초출언해)본초도를 제작하여 민간에게 보급한 것
3)중종시대 이후의 향약방 : 임진란 이전 → 사대풍조로 명의 의학이 주류 → 향약의 쇠퇴 임진란 이후 → 명과의 관계가 소홀
→ 향약방 보급이 시급
- (東醫寶鑑)  → 명의학과 향약방의 융성

2-2. (이조중기)
1) 東醫寶鑑 탕액편 : 동의보감중 본초학에 관계된 내용
2) 山林經濟 : 治藥部 → 동의보감 탕액편의 번잡함을 피하기 위해 간추린 책자
(이조후기)
1) 약성가적 본초학의 발전
濟衆新編 - 정조때 발행, 강명길이 약성가 제작
醫宗損益 - 고종 초기의 의서로서 황도연이 모든 약제를 약성가로 만듦. 약성가의 기틀을 잡고, 약성가의 大成임.
의학입문의 약성분류 방식(寒熱溫涼平)에 의거 편찬됨.
方藥合篇 : 황도연의 아들 黃泌秀(비수)가 저술, 약성가가 인용되었으며, 의생간의 최상의 이용서.
2) 광제비급中의 본초 : 본초부문이 타서와 달리 편찬 - 궁촌벽지의 사람들이 쉽게 구할 수 있는 것으로 구성.
개개 약재에 대한 치험례를 설명하여 치료와 응용의 묘를 살린 방서.
3) 본초강목의 영향
본초정화 → 본초강목의 약재를 간추린 서적으로 향명을 첨부.
2-4. (이조말기)
의문보감 - 경종때 고명신(固命新)이 저술
급유방 - 영조때 조연준(趙延俊)이 저술
방약합편 : 황도연의 아들 황비수가 저술

## 같이 보기
- 대체 암 치료법